# 너구리꼬리이끼과
너구리꼬리이끼과(Rhizogoniaceae)는 참이끼아강 너구리꼬리이끼목에 속하는 이끼과 중의 하나이다. 참이끼목에 포함시켜 분류하기도 한다.

## 하위 속
- Cryptopodium
- Goniobryum
- 히메노돈속 (Hymenodon) - 오르토돈티움과에 포함시키기도 한다.[1][2]
- Hymenodontopsis
- 렙토테카속 (Leptotheca) - 오르토돈티움과에 포함시키기도 한다.[1][2]
- Mesochaete
- Pyrrhobryum
- Rhizogonium